# Theth
Theth (bepaalde vorm: Thethi) is een plaats in de deelgemeente Shalë van de Albanese stad (bashkia) Shkodër.
Theth is vooral bekend vanwege zijn mooie omgeving en het toeristisch potentieel dat eruit voortvloeit. De omgeving wordt beschermd onder de naam Nationaal park Theth.

## Geschiedenis
Volgens de traditionele verhalen verhuisde een groep mensen 300 tot 350 jaar geleden naar Theth om hun (rooms-katholieke) christelijke tradities te behouden. De Britse Balkanreizigster Edith Durham vertelde na haar bezoek aan Theth in het begin van de 20e eeuw het volgende: "Ik denk dat er geen plek is waar mensen leven die mij zulke impressie hebben gegeven van de majestueuze afzondering van de hele wereld."
Durham beschreef Theth als een bariak van ongeveer 180 huizen en had ook opgemerkt dat het bijna vrij was van de traditie van bloedwraak (in het Albanees bekend als Gjakmarrja).

## Vervoer
Het dorp is te bereiken via een 25 km lange (inmiddels geasfalteerde) weg via de woonkern Bogë (deelgemeente Shkrel), die onbereikbaar is tijdens de wintermaanden. Vanuit het oosten is het plaatsje te bereiken na een dagtocht te voet vanuit het verlaten gehuchtje Rragam in de deelgemeente Margegaj.

## Trivia
- Het dorp komt voor in het boek De herberg met het hoefijzer van de Nederlandse schrijver A. den Doolaard.